# Když nemůžu spát
Když nemůžu spát šestnácté studiové album Hany Zagorové nahrané v Studio MIDA, Mozarteum, Hudební studio "A". Album vyšlo roku 1994.

## Seznam skladeb
| Když nemůžu spát | Když nemůžu spát                                                                                                   | Když nemůžu spát |
| Pořadí           | Název | Délka            |
| ---------------- | --- | ---------------- |
| 1.               | Kdo ví, kde usínáš (Michal David, Hana Zagorová)                                                                   | 03:20            |
| 2.               | Přijď aspoň na chvíli (Michal David, Václav Kopta, duet s Borisem Rössnerem)                                       | 02:48            |
| 3.               | Den jako obrázek (Michal David, Václav Kopta, duet s Helenou Růžičkovou)                                           | 03:16            |
| 4.               | Padám, když svítá (Michal David, Hana Zagorová)                                                                    | 03:28            |
| 5.               | Hra na pravdu (Michal David, Václav Kopta, duet s Dagmar Veškrnovou)                                               | 03:40            |
| 6.               | Mží (Michal David, Zdeněk Borovec, duet s Karlem Gottem)                                                           | 03:58            |
| 7.               | Jen já a sen (Michal David, Václav Kopta)                                                                          | 03:14            |
| 8.               | Hej mistře basu (Mr.Bass Man) (Johnny Cymbal, Pavel Žák, duet s Karlem Vágnerem)                                   | 02:22            |
| 9.               | Já o něm vím své (I Know Him So Well) (Bjorn Ulvaeus, Tim Rice, Benny Anderson, Zdeněk Borovec, duet s Petru Janů) | 04:03            |
| 10.              | Noční dopis (Jiří Zmožek, Pavel Žák)                                                                               | 03:54            |
| 11.              | Lítat jako pták (Michal David, Šárka Schmidtová, duet s Michalem Davidem)                                          | 03:10            |
| 12.              | Ave Maria (Vítězslav Hádl, Zdeněk Borovec, duet se Štefanem Margitou)                                              | 03:38            |
| Celková délka:   | Celková délka: | 38:51            |